# Регламент технического обслуживания (авиация)
Регламент технического обслуживания — эксплуатационный конструкторский документ для конкретного типа воздушного судна (ВС), определяющий перечень и периодичность выполнения работ по техническому обслуживанию (ТО) данного типа ВС и его составных частей на стадии эксплуатации. Информация о работах по ТО в регламенте излагается простым текстом и в табличной форме, содержащей коды, наименования основное содержание работ по ТО  со ссылками на технологические карты выполнения работ, содержащиеся в другом эксплуатационном документе — руководстве по технической эксплуатации ВС. Регламент предназначен для использования наземным авиационным персоналом. В советский период единый регламент применялся для всех однотипных ВС. В настоящее время такой порядок сохранился только для ВС государственной авиации РФ

## Гражданская авиация
В отечественной гражданской авиации регламент широко применялся в период СССР и первые годы после его распада. 
Регламент тогда выпускался в виде бумажных книг и обычно состоял из двух частей:
- Часть 1 «Планер и силовая установка»;
- Часть 2 «Спецоборудование» (авиационное и радиоэлектронное оборудование ВС).

В настоящее время для отечественных гражданских ВС их разработчик выпускает другой документ, именуемый Информация для планирования технического обслуживания (ИПТО). Этот документ, чаще в электронной форме, используется эксплуатантами ВС для написания собственной Программы ТО, по которой, после ее утверждения уполномоченным органом государства регистрации ВС, обслуживаются их ВС

## Государственная авиация
В отечественной государственной авиации регламент ТО применяют и в настоящее время. Если для гражданских ВС в названии регламента (ИПТО) обычно указывается открытое наименование ВС (например, «Регламент технического обслуживания Ту-134Б, часть 1»), то для ВС государственной авиации часто применяется условное наименование ВС (например, РТО № 8 для регламента самолёта Ил-38 или РТО изделия ВП-021 для регламента самолёта Ту-95МС)
При выпуске регламента ТО на ВС государственной авиации в бумажной форме его формируют из нескольких книг, состоящих из частей:
- Книга 1 «Планер и силовая установка»
- Книга 2 «Вооружение»
- Книга 3 «Авиационное оборудование»
- Книга 4 «Радиоэлектронное оборудование»

Любые изменения содержащейся в регламенте ТО информации подлежат строгому учёту и контролю, их принимают в том же порядке, что и сам регламент. Для осуществления такого контроля и своевременного внесения всех требуемых изменений уполномоченным на то должностным лицом ведётся Контрольная копия регламента, обеспечивающая восстановление подлинника, изготовление дубликатов, рабочих копий, справок и сверку документации. Уменьшать установленный регламентом объем работ по ТО ВС не допускается.